# Antonio Maria Ciocchi del Monte
Antonio Maria Ciocchi del Monte, född 1461 eller 1462 i Monte San Savino, Toscana, död 20 september 1533 i Rom, var en italiensk kardinal och ärkebiskop.

## Biografi
Antonio Maria Ciocchi del Monte var son till Fabiano Ciocchi och Jacopa. Han blev iuris utriusque doktor och blev i Rom konsistorialadvokat och rådgivare åt Innocentius VIII och Alexander VI.
I augusti 1503 utnämndes Ciocchi del Monte till biskop av Città di Castello; han kunde dock inte installeras förrän två år senare på grund av att företrädaren inte ville ge upp sina anspråk på biskopstronen. Ciocchi del Monte biskopsvigdes den 4 januari 1506 av biskop Tito Veltri di Viterbo i kyrkan San Pietro in Vincoli i Rom. Påföljande månad installerades han som ärkebiskop av Manfredonia.
I mars 1511 upphöjde påve Julius II Ciocchi del Monte till kardinalpräst med San Vitale som titelkyrka. Kardinal Ciocchi del Monte kom att delta i tre konklaver: 1513, 1521–1522 samt 1523. Han tjänade som camerlengo från 1516 till 1517.
Julius II gav Ciocchi del Monte i uppdrag att bringa Bernardino López de Carvajal och några andra schismatiska kardinaler till underkastelse under påvestolen; kardinalerna hade, i opposition mot påven, sammankallat konciliet i Pisa år 1511. Vid Femte Laterankonciliet år 1512, vilket Ciocchi del Monte organiserade, fördömde påven konciliet i Pisa.
År 1517 avslöjades en sammansvärjning att mörda påve Leo X; påven uppdrog åt Ciocchi del Monte att leda den rättsliga processen mot de huvudmisstänkta — kardinalerna Alfonso Petrucci och Bandinello Sauli. 
Kardinal Ciocchi del Monte avled i Rom 1533 och är begravd i Cappella del Monte i kyrkan San Pietro in Montorio på Gianicolo. Kapellet ritades av Giorgio Vasari under uppsikt av Michelangelo och kardinalens liggande skulptur utfördes av Bartolomeo Ammannati.

## Bilder

Kardinal Ciocchi del Montes titelkyrkor
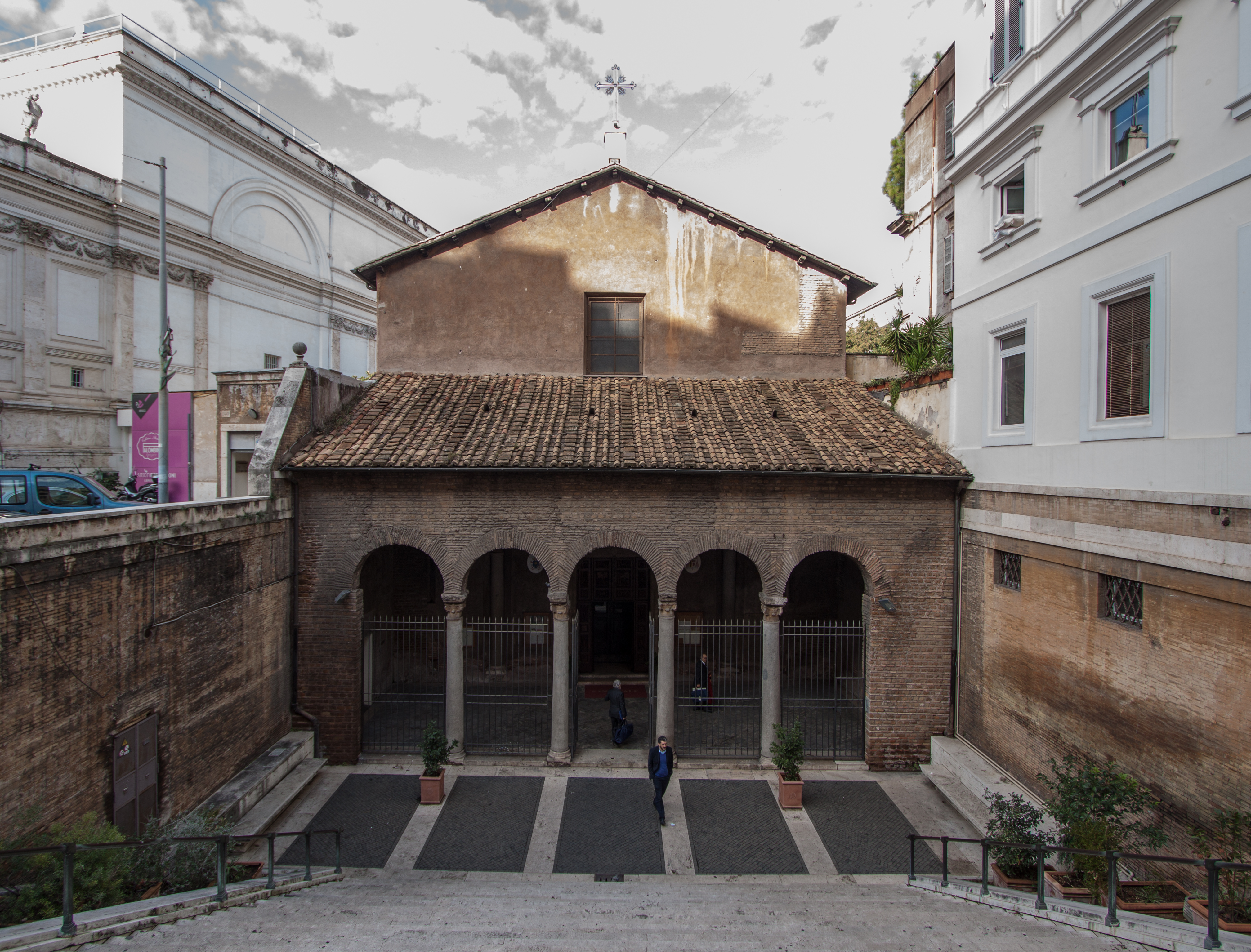
San Vitale.
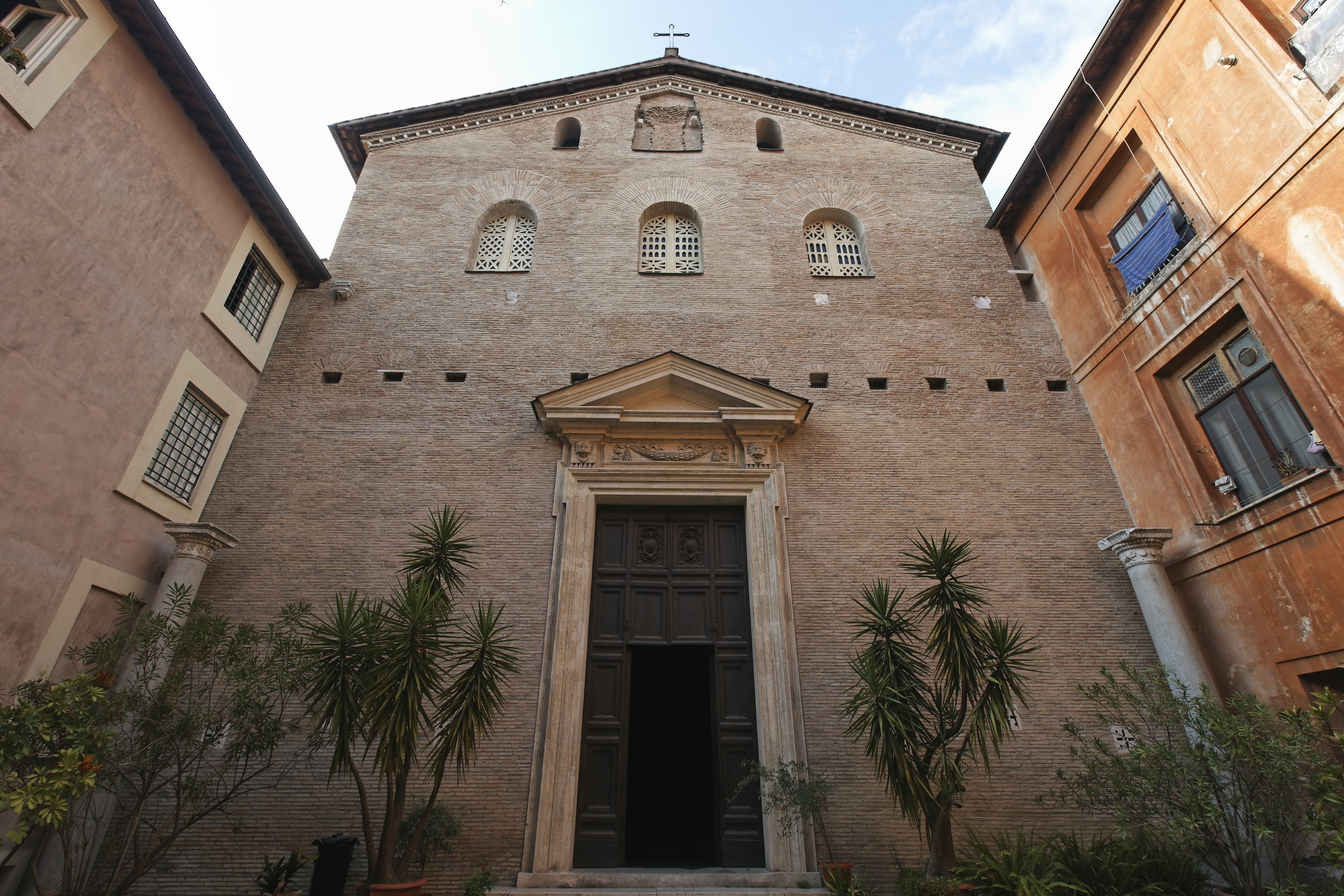
Santa Prassede.

| - Cappella del Monte i San Pietro in Montorio. - Kardinal Ciocchi del Montes gravmonument i San Pietro in Montorio. |